# Păuliș (okręg Hunedoara)
Păuliș – wieś w Rumunii, w okręgu Hunedoara, w gminie Șoimuș. W 2011 roku liczyła 278 mieszkańców.